# Siaka Toumani Sangaré
Siaka Sangaré oder Siaka Toumani Sangaré (geb. 1955 in Sikasso, Französisch-Sudan, Französisch-Westafrika; gest. 17. November 2024 in Bamako, Mali) war ein malischer Beamter und Politiker. Er war Experte für Wahlen in Westafrika, besonders als Präsident der Wahlkommission (Commission électorale nationale indépendante, CENI) für Togo 2015 und davor 2010 für Guinea.

## Leben

### Militärische Karriere
Sangaré wurde 1955 in Sikasso geboren und studierte an der École nationale d’Administration in Bamako und der École des Commissioners de l’air.
1978 studierte er in Frankreich an der École des commissaires de l’air in Salon-de-Provence, wo er eine Ausbildung zum Offizier absolvierte Salon-de-Provence.
Er wurde Administrator der malischen Luftwaffe und diente während der Kriege in Mali und Burkina Faso als Oberquartiermeister.

### Karriere
Anschließend diente er als Generaldelegierter bei den malischen Parlamentswahlen im Juli 1997 und trat der Unabhängigen Wahlkommission des Landes bei. Er arbeitete oft als Wahlbeobachter für verschiedene Staaten der Westafrikanische Wirtschaftsgemeinschaft (ECOWAS), wie Benin, die Demokratische Republik Kongo, Mauretanien und Togo. Die Aufmerksamkeit der internationalen Gemeinschaft erlangte er durch seine Arbeit während der guineischen Präsidentschaftswahl 2010 als Präsident der Unabhängigen Nationalen Wahlkommission.
2015 wurde er in die Commission Électorale Nationale Indépendante (CENI) von Togo berufen unter dem Banner Organisation Internationale de la Francophonie (OIF)
Er beteiligte sich an den Vorbereitungen für die madagassischen Präsidentschaftswahlen 2018. und leitete eine Prüfung der Wählerlisten in der Demokratischen Republik Kongo.
Am 17. November 2024 verstarb Siaka Toumani Sangaré in Bamako.

## Werk
- Du fusil aux urnes (Von der Waffe zu den Wahlurnen).